# 项链线虫属
项链线虫属（学名：Desmoscolex）为项链线虫科的一个属。

## 下属物种
本属包括以下物种：
- 美洲项链线虫 Desmoscolex americanus Chitwood, 1936
- 镰刀状项链线虫 Desmoscolex falcatus
- Desmoscolex (Desmoscolex) parvospiculatus [2]